# Florencia (Caquetá)
Florencia a kolumbiai Caquetá megye székhelye.

## Földrajz
A város Kolumbia délnyugati, azon belül Caquetá megye nyugati részén található, az Andok keleti kordillerájának lábánál, Amazónia határvidékén, az Hacha folyó partján. A hegyekből számos vízfolyás érkezik, ami amellett, hogy bőséges természetes vízzel látja el a várost, egyben áradásveszélyt is jelent. A város a tenger szintje felett nagyjából 242 méterrel fekszik, az éves átlaghőmérséklet 27 °C.

## Története
A spanyol hódítás előtt különféle indián törzsek (például az andakik, a vitotók és a koregvahék) éltek a mai város területén (főként a folyók közelében), leszármazottaik ma is jelen vannak. Az első spanyol felfedező, aki a területen járt, Hernán Pérez de Quesada volt 1542-ben, később pedig számos spanyol konkvisztádor, katolikus hittérítő, portugál kereskedő és szökött afrikai rabszolga érkezett ide, de jelentős települést nem alapítottak.
A mai Florencia várost 1902. december 25-én alapította meg a nariñói származású Doroteo de Pupiales kapucinus atya. A Florencia név eredetére két magyarázatot adnak: az első szerint a flor spanyol szóból ered, amely „virág”-ot jelent, és a számos színpompás virágra utal, amelyek annyira megtetszettek a vidéken az alapító atyának. A második magyarázat jóval prózaibb: az új település ugyanis egy, a La Perdiz nevű szakadék mellett elhelyezkedő, a környéken tevékenykedő kaucsuktermelőkhöz tartozó épület körül alakult ki, és ennek az épületnek a tulajdonosi köréhez kötődő olasz Paolo Ricci tiszteletére nevezték el így a települést, ő ugyanis Firenzéből származott, és Firenze spanyol neve Florencia.
Néhány év múlva, 1908 és 1909 között egy újabb szerzetes, Fidel de Montclair volt az, aki új városépítészeti terveket ötlött ki: neki köszönhető a mai belváros szerkezetének megtervezése is, és az is, hogy városközpontul a Santander (Pizarro) parkot jelölték ki.
1912-ben község rangra emelkedett a település, amelynek első polgármestere Isaías Cerquer lett. 1950. március 14-én, amikor létrejött Caquetá megye elődje, a Caquetá nevű intendencia, ennek székhelyévé Florenciát tették meg. A következő évtizedben több, vallási jellegű iskolát is alapítottak a településen, amelynek köszönhetően jelentősen javult az írni-olvasni tudás a lakosság körében. Ugyanekkor az ország más részein tomboló politikai erőszak elől menekülve számos letelepedő érkezett Florenciába, így új városrészek épültek fel. Ugyancsak átalakította a városképet, és szintén hozzájárult új városnegyedek (Siete de Agosto, Torasso, Los Alpes, La Libertad, Juan XXIII) kialakításához az Hacha folyó 1962-es nagy áradása.
1981-ben létrejött Caquetá megye, amelynek Florencia maradt a székhelye. 1984-ben az Április 19. Mozgalom gerillái próbálták meg bevenni a várost. A 20. század végén és a 21. század elején jelentős fejlődésen ment át a város, ekkor épült fel többek között a községi palota, a megyei kormánypalota és a Torre Jorge Eliécer Gaitán nevű toronyház. Ugyanebben az időszakban épült ki Bellavista, Villamónica és Yapurá városrész is.

## Gazdaság
A városban jelentős számú embernek ad munkát a kereskedelem, a vendéglátás és a szállodák. A város környékén zajló állattartás technológiai szintje alacsony, és főként a tej- és hústermelésre van berendezkedve. A fő termesztett növények a kávé, a kaucsuk, a banán, a manióka, a kukorica, valamint virágok és gyümölcsök. Florencia határában épült fel a Nestlé tejipari üzeme, amely naponta mintegy 300 000 liter tejet dolgoz fel, és a megye legnagyobb, a COFEMA (Compañía de Ferias y Mataderos del Caquetá) tulajdonában álló vágóhídja is a székhelyen működik. Emellett jelentős a szénsavas italok gyártása és a kávéfeldolgozás. A lakosság nem elhanyagolható része dolgozik a kézműiparban, jellegzetes termékeik a bútorok és a guadua nevű bambuszféléből készülő tárgyak.

## Képek

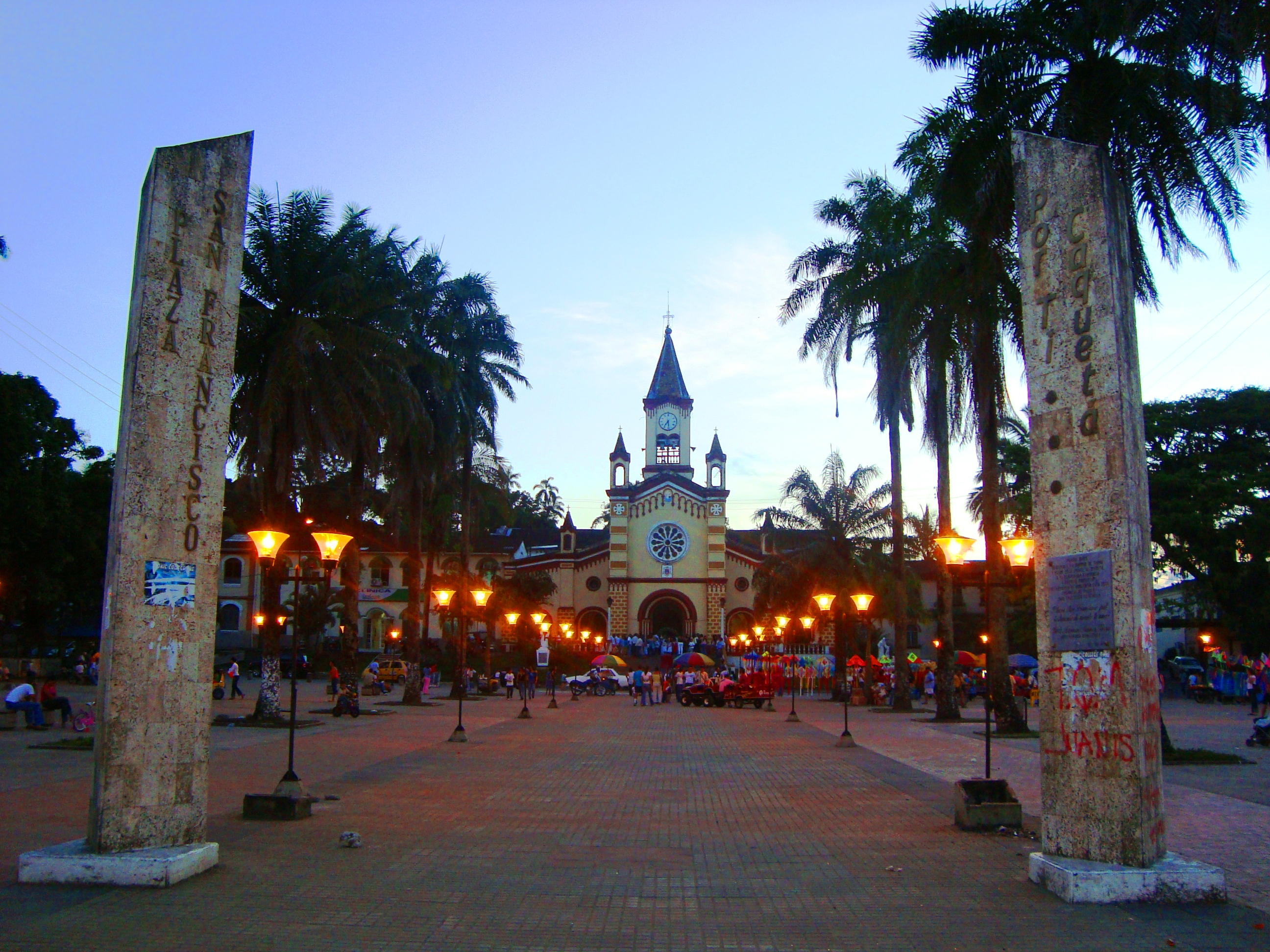
A székesegyház és környéke
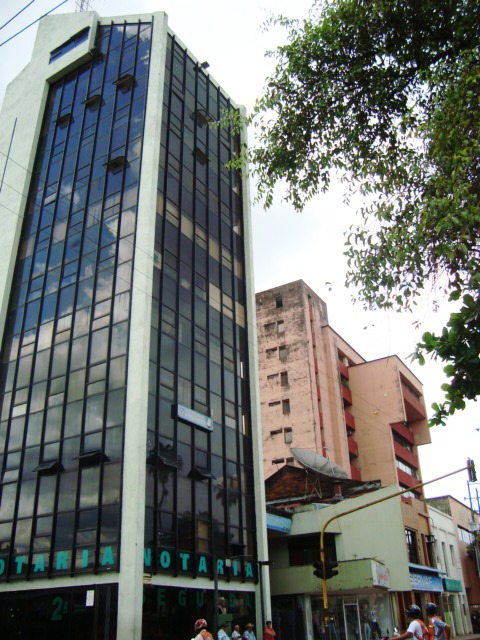
A Torre Gaitán
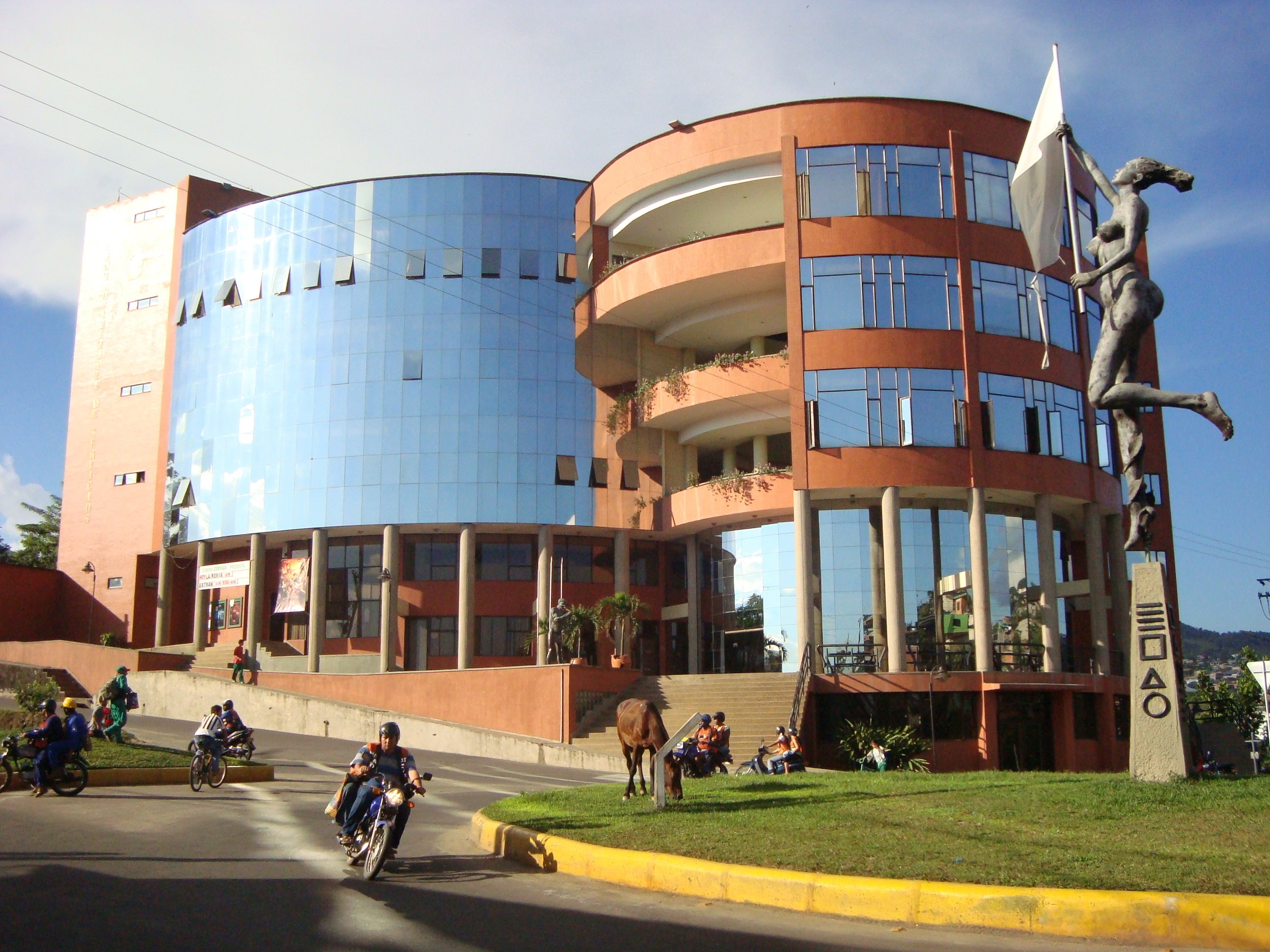
A COMFACA-épület
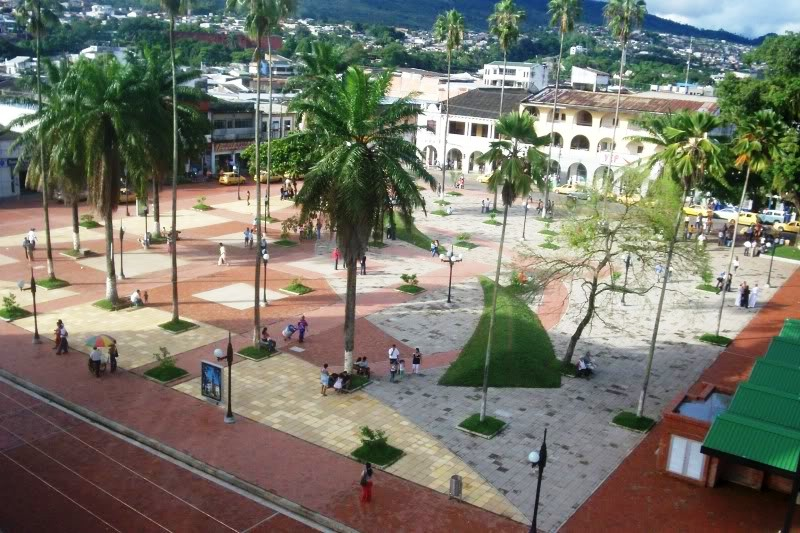
A Pizarro tér